# Osservatorio di Oak Ridge
L'osservatorio di Oak Ridge è un osservatorio astronomico situato negli Stati Uniti, a Harvard, nello Stato del Massachusetts.
L'osservatorio è gestito dall'Harvard-Smithsonian Center for Astrophysics, e ospita il telescopio statunitense più grande ad est del Texas, un riflettore di 61 pollici (1,55 metri).
Il Minor Planet Center accredita all'osservatorio la scoperta di alcuni asteroidi.

## Asteroidi scoperti (37)
- 2674 Pandarus (27 gennaio 1982)
- 2872 Gentelec (5 settembre 1981)
- 3076 Garber (13 settembre 1982)
- 3342 Fivesparks (27 gennaio 1982)
- 3773 Smithsonian (23 dicembre 1984)
- 3797 Ching-Sung Yu (22 dicembre 1987)
- 4372 Quincy (3 ottobre 1984)
- 4733 ORO (19 aprile 1982)
- 5976 Kalatajean (25 settembre 1992)
- 6696 Eubanks (1º settembre 1986)
- 6949 Zissell (11 settembre 1982)
- 7276 Maymie (4 settembre 1983)
- 7383 Lassovszky (30 settembre 1981)
- 7386 Paulpellas (25 novembre 1981)
- 7461 Kachmokiam (3 ottobre 1984)
- 7639 Offutt (21 febbraio 1985)
- 7738 Heyman (24 novembre 1981)
- 7940 Erichmeyer (13 marzo 1991)
- 8161 Newman (19 agosto 1990)
- 8357 O'Connor (25 settembre 1989)
- 8496 Jandlsmith (16 agosto 1990)
- 9179 Satchmo (13 marzo 1991)
- 9291 Alanburdick (17 agosto 1982)
- 9929 McConnell (24 febbraio 1982)
- 10289 Geoffperry (24 agosto 1984)
- 10290 Kettering (17 settembre 1985)
- 12223 Hoskin (8 ottobre 1983)
- 12224 Jimcornell (19 ottobre 1984)
- (12319) 1992 PC (2 agosto 1992)
- (13635) 1995 WA42 (22 novembre 1995)
- (14416) 1991 RU7 (8 settembre 1991)
- (14830) 1986 XR5 (5 dicembre 1986)
- (15731) 1990 UW2 (16 ottobre 1990)
- (16437) 1988 XX1 (7 dicembre 1988)
- (17400) 1985 PL1 (13 agosto 1985)
- (26809) 1984 QU (24 agosto 1984)
- (43755) 1983 RJ1 (5 settembre 1983)
- (168315) 1982 RA1 (13 settembre 1982)